# エホバの証人の組織構造
エホバの証人には他の宗教団体とは異なる特有の組織構造がある。

## 統治体
統治体（Govering Body）はエホバの証人を監督する長老団であり、その成員は米国ニューヨーク州ウォーウィックにある世界本部に常駐している。統治体は、6つの委員会を通して世界中のエホバの証人の活動すべてを監督する。2013年に、統治体のみが、キリストが時に応じた食物を与えるために任命した「忠実で思慮深い奴隷」であるとされた。「忠実で思慮深い奴隷」は、キリストの臨在が始まった1914年以降に現れた。この奴隷（統治体）は、将来天いくよう選ばれたクリスチャンの中からさらに絞り込まれた少人数のグループである。

2024年現在 統治体　メンバーは11名である。（括弧は統治体に任命された年月日）
ゲリト・レシュ                  1941年 生 82歳(1994年7月1日-)
サミュエル・F・ハード           1935年4月14日 生 88歳(1999年10月2日-)
デービット・H・スプレーン       1944年 生　 79歳(1999年10月2日-)
M・スティーブン・レット         1949年6月1日生 74歳(1999年10月2日-)
ジェフリー・W・ジャクソン       1955年 生 68歳(2005年9月1日-)
マーク・サンダーソン            1965年2月4日生 58歳(2012年9月5日-)
ケニス・クック・ジュニア        1960年 生 63歳(2018年1月24日-)
ジェフリー･ウィンダー           1968年 生 55歳(2023年1月18日-)
ゲージ･フリーグル               1971年 生 52歳(2023年1月18日-)
ジョディー･ジェドリー (2024年10月-)
ジェイコブ･ラムフ (2024年10月-)

## 地帯区
地帯区はいくつかの支部事務所からなり、統治体から任命を受けた世界本部の代表者によって奉仕される。その主な仕事は、「王国の良いたより」を宣べ伝える業を行う上で生じるさまざまな問題や疑問に関し、支部委員会を助けることである。また、支部事務所の運営を記録した記録類や、諸会衆の業がうまく機能しているかを調べる。

## 支部事務所
2016年現在、世界の主要な地域に85の支部事務所があり、240の国や地域の宣教活動を監督している。各支部では、3人から7人の長老が、統治体により支部委員に任命されて支部委員会を構成し、管轄内の国や地域に存在する諸会衆を監督する。支部委員のうち1名は支部委員会の調整者に任命され、委員会の相互調整を担当する。一つの支部が複数の国々の業を管轄する場合、それぞれの国に国内委員会が設けられる。
支部委員会の監督下に実務部門が組織される。中枢となる奉仕部門は、各会衆に指示の手紙を送ったり、巡回監督・地域監督の業を監督したり、大会を計画したりする。支部の規模に応じて、翻訳部門、執筆部門、会計部門、法律部門、ホスピタル・インフォメーション・サービスなどを設ける。当該支部が書籍・雑誌・DVDなどの生産を担当する場合、大規模な印刷施設や工場も備える。なお、支部・本部事務所の見学が公式サイトjw.orgから申し込める。
支部事務所直轄の各種委員会も各地に置かれ、地元の資格ある長老たちが委員に任命される。
- 地区建設委員会（RBC＝Regional Building Committee） - 地区における王国会館建設や大会ホール建設を指揮・監督
- 医療機関連絡委員会（HLC＝Hospital Liaison Committee）- 無輸血治療を実施してくれる医療機関の開拓および信者への情報提供
- 大会委員会 - 大会監督・プログラム監督・宿舎監督からなり、各地の地域大会を監督
- 大会ホール委員会 - 各地の大会ホール（2018年現在、日本国内に8ヶ所（栃木、千葉、海老名、東海、兵庫、関西、広島、福岡））の運営・管理

## 巡回区
諸会衆は通常20の会衆でなる巡回区を形成する。彼らは年に2回、大会（一日大会）に集まり、年に2～3回、支部事務所を代表する長老、巡回監督の訪問を受ける。こうした訪問は通常火曜日～日曜日の6日間ほど続き、その間、巡回監督は会衆や一般聴衆に対し講演を行い、長老団・援助奉仕者・開拓者と会合し、家から家の「王国の良い知らせ」を伝える活動に参加する。
巡回監督は王国福音伝道者の学校卒業生で、訓練を受けた者が支部委員会によって統治体に推薦され、統治体によって任命される。退職は70歳。
巡回区には常任の大会要員（大会監督・大会監督補佐）が任命され、巡回監督の監督下で大会開催の実務を担う。
毎年、通常夏に、3日間の地区大会が開かれる。地区大会は大会ホールで開かれることが多い。

## 長老（監督）と援助奉仕者（奉仕の僕）
男性信者で、聖書のテモテ第一3章1-7節、テトス1章5-9節にある資格にかなう人は、長老たちの推薦を受け、支部事務所（2014年9月以降は巡回監督）
から長老（別称：監督）として任命を受ける。各会衆には複数の長老から成る長老団がおり、支部事務所から受け取った指示に基づき、地元会衆の活動や福祉を決定する。彼らは演壇から教え、会衆の成員に対し気遣いの訪問（牧羊として知られる）を行い、宣教の業で主導をとることが求められる。長老団の指導下で、3人の長老が、長老団の調整者（旧・主宰監督。2009年1月に名称変更）・書記・奉仕監督からなる奉仕委員会を構成し、特定の務めを担う。長老団の調整者は80歳で引退する。
男性信者で、聖書のテモテ第一3章8-13節の資格に適う人は長老たちの推薦を受け、支部事務所（2014年9月以降は巡回監督）
から援助奉仕者（旧称：奉仕の僕。2019年4月に日本語でのみ名称変更）として任命を受ける。彼らは、王国会館や音響、マイク・システムの管理、本、雑誌、冊子、会衆の会計といった、会衆を教えることとは関係しない決められた仕事を行い、長老を補佐する。必要な状況が生じた場合、資格ある援助奉仕者が会衆を教えるプログラムを扱ったりグループの監督の任に就くこともある。
女性信者は会衆に教えることには参加しない（コリント第一14章34節）が、ステージで援助奉仕者の仕事として取り上げた活動の大半を担うことがある。これは会衆が小さいとき、ないしは何らかの理由で能力や資格のある男性がいない場合である。ただしこの場合、司会の役を行う女性は本来は男性が行うことすることであると敬意を示し頭にスカーフ等かぶり物をつけ、演台には立たず全員着席で行う（コリント第一11:5-6）
長老や援助奉仕者には、インターネットを通して公式サイトjw.orgへログインし、権限に応じ協会からの手紙、公開講演の筋書き、用紙類、外国語の王国宣教など様々な物をダウンロードできるアカウントがある。

## 会衆
エホバの証人の会衆の規模はさまざまだが、通常50人から150人の伝道者で構成されている。彼らは週に2度王国会館で集まる。会衆の集会は一般に成員の参加が求められる。会衆の聖書研究（旧・書籍研究）、ものみの塔研究という集会が、読まれる出版物から1節ずつ、印刷された質問が出され答えたり、引用聖句が読まれるという質問と答え形式で扱われる。神権宣教学校（現：クリスチャンとしての生活と奉仕の集会）では、順番で生徒が講話、聖書朗読、及び宣教奉仕等の一場面を実演形式で行う。この割り当ては、聖書通読、戸別訪問、再訪問、聖書レッスンという区分で行われ、一般的に聖書通読から生徒の話が行われる。（女性も生徒として練習を行う。戸別訪問、再訪問、聖書レッスンで扱われる。）週に1度、30分間の公開講演が開かれる。なお会衆の名称は、基本的には地元の地名を採用しており、他の宗教と関わりのある地名が会衆の名称になる場合がある。

## 全時間の奉仕者
バプテスマを受けて少なくとも半年を経過したエホバの証人の中には、年に840時間（70時間／月）を証言活動に費やすと神に誓約する者もいる。彼らは正規開拓者と呼ばれる。その多くは専業主婦であったりパートタイムの仕事などで平日の時間を捻出している。また、特定の月（巡回訪問〈月またぎの場合は2か月連続も可能〉、記念式のある月）に30もしくは50時間費やす者もいて、彼らは補助開拓者として知られる。
いくつかの国では証人たちは宣教者や特別開拓者として指名を受ける。彼らは普通月130時間を費やすと誓約する。これまで宣教者奉仕に入るには世界本部事務所にある「ものみの塔ギレアデ聖書学校」に入校し、卒業しなければならなかったが、現在は王国福音伝道者の学校を卒業した人の中からも任命されることになった。2023年3月より、特別開拓者は月100時間（40歳以上の女性は90時間）正規開拓者は600時間（50時間／月）、補助開拓者は30（巡回訪問、記念式のある月〈月またぎの場合は2か月連続も可能〉は15）時間に変更された。
また、下記にもあるが、ベテル奉仕者以外にも宣教者と特別開拓者、巡回監督は協会からの払戻金(実質かかった費用のみのであり貯金には回せない）で生活している。
また、19歳から35歳までのバプテスマを受けたエホバの証人で、支部事務所や世界本部で働きたい者は、会衆の書記の長老からベテル奉仕の申込書を受け取ることができる。（「ベテル」とはヘブライ語で「神の家」を指し、支部事務所や世界本部事務所を指す。）ただし、実際に申し込みを受理されるのは、会衆で模範的な信者だけである。）
近年、支部事務所や世界本部では、大々的な組織改編が行われ、正規開拓者で一時的に支部事務所や世界本部で無償で働く奉仕者（テンポラリーボランティア）が求められるようになった。

## バプテスマ
伝道者が正式なエホバの証人となるにはバプテスマ（水の浸礼）を受けなくてはならない。
神へ祈りの中で献身し、献身の公の宣言であるバプテスマを受けるに先立ち、その願いを会衆の「長老団の調整者」（旧称：主宰監督）に知らせ、その後幾人かの長老と『エホバのご意志を行なうための組織』という本の付録の「バプテスマを受けるための質問」を討議して、聖書に対する基本的な知識を持っていることを示さなければならない。バプテスマは普通、年に3回開かれる大会で受ける。バプテスマを受けた正式なエホバの証人は、男性は「兄弟」、女性は「姉妹」と呼ばれる。

## 伝道者
クリスチャンとしての生活と奉仕の生徒（必ずしも生徒でなくてもよい）で、伝道者（会衆の公の宣教奉仕に携わる）になりたい者は、研究司会者にその旨を伝え、エホバの証人が守るべき聖書の教えが書かれた『エホバのご意思を行なうための組織』という本に基づき、2人の長老とその資格にかなっているか話し合う。公の宣教に携わり、エホバの証人(信者)の一人として数えられるため、聖書の基準に沿った生活をしている必要がある。資格にかなっている者はバプテスマを受けていない伝道者となり、『エホバのご意思を行なうための組織』という本が与えられる。この伝道者数が公表されているエホバの証人の信者数となっているが、バプテスマを受けていない伝道者は正式な意味では信徒ではない 

## クリスチャンとしての生活と奉仕（旧：神権宣教学校）の生徒
聖書レッスン（旧称：聖書研究）を行っている研究生で、クリスチャンとしての生活と奉仕に入校したい者はレッスンの司会者にその旨を伝え、会衆の長老とその資格について話し合う。資格にかなっている者はクリスチャンとしての生活と奉仕の生徒となり、『読むことと教えることに励む』と題する教科書が与えられる。クリスチャンとしての生活と奉仕の生徒には年に数回（入校者の人数により増減する）、聴衆の前で話をする機会が与えられる（信者はこれを通称「割り当て」と呼ぶ）。男性には主に聖書朗読や講話が割り当てられ、女性には二人一組での実演が割り当てられる。2015年以降、男性も二人一組での実演が割り当てられることもあるようになった。話が終わった後には、長老などから話の良かった点が言及される。この学校に入校しても伝道者にならない限り、会衆の成員の一人とは数えられない。
クリスチャンとしての生活と奉仕には卒業という概念はなく、ベテランの信者でも割り当てを行い、生徒であり続ける。
2016年より「クリスチャンとしての生活と奉仕の集会」に改称される。

## 排斥（除名）
バプテスマを受けた後、教義に関する重大な違反や、組織に対する反抗的な言動があったとみなされた場合、その態度を悔い改めない場合、もしくは悔い改めていても最大の罰として、組織から排斥（除名）という処分を受ける場合がある。審理委員会（最低3人）から排斥の処分を受けた者は、エホバの証人とはみなされなくなる。一般信者は、家族であっても、その者との付き合いや挨拶なども制限される。（夫婦や同居している家族、未成年である場合は別）
排斥まで至らなくとも、叱責（長老や監督の資格を剥奪されたり、集会での講話や注解が制限されたりといった処分。野外宣教と集会の出席の2つの基本的な権利は取り去られない。）が下されることもある。なお、自らの意思でエホバの証人から断絶（脱会）する旨を表明した者に対しては、信者は排斥された者と同じように扱わなければならない。
排斥された者が、再び会衆に復帰する場合もあるが、その場合は、再びバプテスマを受けるのではなく、排斥を決定した3人（3人もしくはそれ以上）の同じ審理委員会が一定期間の態度を観察して了承した場合に会衆のメンバーとして復帰することとなる。これは、エホバの証人の教義上、2度バプテスマを受けるということはできないからである。バプテスマを受けていた時点でふさわしくない事柄をしていた場合を除く。復帰しても、すぐにすべてのことができるわけではなく、通常援助がなされ、その後注解などから徐々に制限が解除されていく。
たとえ排斥された者であっても、王国会館での集会はすべての人に開かれたものであるため、集会を妨害するなどの行為がない限り、王国会館で開かれる集会に出席すること自体は自由である。
そして、復帰したい者は、集会に出席し続ける事が必須である。
他の宗教に改宗した場合、プロボクサーになった場合等（エクササイズの一環でジムに通うのは、別問題）は、その時点で脱会したものとみなされる。
これらは聖書のコリント第一6章9-13節；ヨハネ第二の手紙10,11節などに基づく

## 法的機関
Watchtower Bible and Tract Society of New York（ニューヨーク法人 ものみの塔聖書冊子協会）は、エホバの証人が用いる数ある法人の1つで、関連法人を代表している。他の法人として Watch Tower Bible and Tract Society of Pennsylvania（ペンシルベニア州のものみの塔聖書冊子協会）、Christian Congregation of Jehovah's Witnesses（エホバの証人のクリスチャン会衆）、そして英国ロンドンにあるInternational Bible Students Association（国際聖書研究者協会）がある。世界の他の主だった国々では、地元法人が組織の業を促進するために設立されている。
日本においては、ものみの塔聖書冊子協会（神奈川県海老名市）が活動している。